# Wilfred Moke
Wilfred Moke Abro, né le 12 février 1988, est un footballeur international congolais né le 12 février 1988 à Kinshasa. Il évolue au poste de milieu de terrain au MKE Ankaragücü.

## Biographie
Wilfred Moke participe à la Ligue Europa avec les clubs du Steaua Bucarest et de Konyaspor.

### Carrière internationale
Il reçoit sa première sélection en équipe de République démocratique du Congo le 5 septembre 2017, contre la Tunisie. Ce match nul (2-2) rentre dans le cadre des éliminatoires du mondial 2018.
Il est sélectionné par Florent Ibenge pour disputer la CAN 2019. Son équipe est eliminée par le Madagascar aux tirs au but.

## Statistiques
| Club             | Saison         | Championnat | Championnat | Coupe nationale | Coupe nationale | Coupe de la Ligue | Coupe de la Ligue | Europe | Europe | Autres | Autres | Total  | Total | Total |
| Club             | Saison         | Matchs      | Buts        | Matchs          | Buts            | Matchs            | Buts              | Matchs | Buts   | Matchs | Buts   | Matchs | Buts  |       |
| ---------------- | -------------- | ----------- | ----------- | --------------- | --------------- | ----------------- | ----------------- | ------ | ------ | ------ | ------ | ------ | ----- | ----- |
| Cádiz            | 2010–11        | 21          | 1           | 2               | 0               | –                 | –                 | –      | –      | –      | –      | 21     | 1     |       |
| Cádiz            | 2011–12        | 25          | 0           | 4               | 0               | –                 | –                 | –      | –      | –      | –      | 25     | 0     |       |
| Cádiz            | 2012–13        | 36          | 0           | 1               | 0               | –                 | –                 | –      | –      | –      | –      | 36     | 0     |       |
| Total            | Total          | 82          | 1           | 7               | 0               | –                 | –                 | –      | –      | –      | –      | 89     | 1     |       |
| Burgos           | 2013–14        | 32          | 1           | 3               | 0               | –                 | –                 | –      | –      | –      | –      | 35     | 1     |       |
| Burgos           | 2014–15        | 33          | 0           | 0               | 0               | –                 | –                 | –      | –      | –      | –      | 33     | 0     |       |
| Total            | Total          | 65          | 1           | 3               | 0               | –                 | –                 | –      | –      | –      | –      | 68     | 1     |       |
| Rapid București  | 2015–16        | 15          | 0           | 0               | 0               | –                 | –                 | –      | –      | –      | –      | 15     | 0     |       |
| Total            | Total          | 15          | 0           | 0               | 0               | –                 | –                 | –      | –      | –      | –      | 15     | 0     |       |
| Voluntari        | 2015–16        | 15          | 0           | 0               | 0               | –                 | –                 | –      | –      | 2      | 0      | 17     | 0     |       |
| Voluntari        | 2016–17        | 6           | 0           | –               | –               | 1                 | 0                 | –      | –      | –      | –      | 7      | 0     |       |
| Total            | Total          | 21          | 0           | –               | –               | 1                 | 0                 | –      | –      | 2      | 0      | 24     | 0     |       |
| Steaua București | 2016–17        | 27          | 1           | 1               | 0               | 3                 | 0                 | 5      | 0      | –      | –      | 36     | 1     |       |
| Total            | Total          | 27          | 1           | 1               | 0               | 3                 | 0                 | 5      | 0      | –      | –      | 36     | 1     |       |
| Konyaspor        | 2017–18        | 0           | 0           | 0               | 0               | –                 | –                 | 0      | 0      | 0      | 0      | 0      | 0     |       |
| Total            | Total          | 0           | 0           | 0               | 0               | –                 | –                 | 0      | 0      | 0      | 0      | 0      | 0     |       |
| Total carrière   | Total carrière | 210         | 3           | 11              | 0               | 4                 | 0                 | 5      | 0      | 2      | 0      | 232    | 3     |       |

## Palmarès
- Vainqueur de la Supercoupe de Turquie en 2017 avec Konyaspor